# Necat Aygün
Necat Aygün (* 26. Februar 1980 in München) ist ein ehemaliger deutscher Fußballspieler.

## Karriere
Der Sohn türkischer Eltern und gebürtige Münchner Necat Aygün spielte zunächst in der Jugend von Wacker München. Im Alter von 12 Jahren wechselte er zu den Münchner „Löwen“. Nach – wie er sagte – reiflicher Überlegung entschied er sich für die deutsche Staatsbürgerschaft. In der Amateurmannschaft der „Löwen“ gehörte er 2001 in der Regionalliga Süd zu den Stammspielern in der Abwehr und bewies mit fünf Toren in der Saison auch seine offensiven Stärken. Im Frühjahr 2001 erhielt er einen Profivertrag, ohne jedoch jemals bei den Profis der „Löwen“ zu spielen.
Für die Saison 2001/02 nahm Aygün ein Angebot von Beşiktaş Istanbul an, wo Christoph Daum Trainer war, und ließ sich für ein Jahr nach Istanbul ausleihen – mehr ließ sein Trainer Werner Lorant nicht zu. In der nächsten Saison kam er zurück zu den „Löwen“, die inzwischen von Peter Pacult trainiert wurden.
Da Aygün in Pacults Plänen einer neuen „Löwen“-Mannschaft nicht vorkam und wieder ausgeliehen werden sollte (an die Stuttgarter Kickers), entschloss er sich Anfang 2003 zum Wechsel zur SpVgg Unterhaching, gerade rechtzeitig, um den Hachinger Wiederaufstieg in die 2. Bundesliga in der Defensive zu unterstützen.
Bei der SpVgg Unterhaching war Necat Aygün in den beiden darauffolgenden Saisons vom Verletzungspech verfolgt. Dadurch kam er nur zu 18 bzw. 13 Einsätzen und wurde abwechselnd in der Abwehr und im Mittelfeld eingesetzt. In der Saison 2005/06 trat er die Nachfolge von Miroslav Stević als Kapitän an und spielte seit dem dritten Spieltag in der Innenverteidigung die dominierende Rolle in der Abwehr. Gleichzeitig hatte er seine alte Torgefährlichkeit wiedererlangt und am 15. Spieltag bereits fünf Treffer erzielt. Im Januar 2006 wechselte er zum MSV Duisburg in die 1. Bundesliga.
Im Januar 2008 wurde er zunächst für ein halbes Jahr zum FC Ingolstadt ausgeliehen, ehe er später einen Vertrag bis 2010 bei den Oberbayern unterschrieb. Dort blieb er aber nur bis zum Sommer 2009, danach war er ein halbes Jahr vereinslos. Von Januar bis Mai 2010 spielte Aygün in der 3. Liga beim SV Sandhausen.
Nachdem er im Sommer 2010 mehrere Wochen lang mit der Mannschaft des TSV 1860 München trainiert hatte, unterschrieb er dort im August einen Einjahresvertrag. Er war vorrangig als Stütze für die U23 in der Regionalliga vorgesehen und lief für diese im August auch dreimal auf. Im letzten dieser drei Spiele wurde er mit einer roten Karte des Feldes verwiesen. Am 2. Spieltag der 2. Bundesliga am 29. August war er auch im 18er-Kader der Profis gestanden. Im Anschluss an die Sperre kam er wegen Rückenproblemen bis zum Winter nicht mehr zum Einsatz. Am 19. Januar stand er beim Spiel in Osnabrück zum zweiten Mal in der Saison im Kader der Zweitligamannschaft und kam – 11 Jahre nachdem er erstmals zum Aufgebot der Sechzger gehört hatte – zu seinem ersten Einsatz für die Münchner Löwen, als er in der Schlussphase eingewechselt wurde. In der Folge saß er mehrmals auf der Bank und wurde auch zwei weitere Male eingewechselt. Beim Spiel in Bielefeld am 26. Spieltag stand er erstmals in der Startaufstellung. Bis Saisonende blieb er in der Innenverteidigung gesetzt, nur ein Spiel musste er wegen muskulären Problemen aussetzen. In der Partie bei der Hertha BSC am 32. Spieltag schoss er sein erstes Tor für den TSV 1860, nachdem er zuvor im selben Spiel schon ein Eigentor geschossen hatte. Am letzten Spieltag markierte er seinen zweiten Treffer.
In der Spielzeit 2012/13 wurde Aygün zunächst regelmäßig in der Innenverteidigung eingesetzt, bis zur Winterpause spielte er 15 Mal. Danach schickte ihn der neue Trainer Alexander Schmidt wieder zur zweiten Mannschaft, die nun als nominelle U21 in der neuen Regionalliga Bayern antrat. Mit den kleinen Löwen wurde er Meister der Regionalliga Bayern. In den anstehenden Aufstiegsspielen gegen die SV Elversberg schoss er zwei Tore, trotzdem unterlag die Mannschaft den Saarländern.
Nach der Trennung von Gerhard Poschner übernahm Aygün am 30. Juli 2015 interimsmäßig die Aufgaben des Sportdirektors beim TSV 1860 München, ehe Oliver Kreuzer am 5. November als neuer Sportchef installiert wurde. Danach war Aygün bei keinem Profiverein mehr tätig, ehe er zum 1. Februar 2020 eine Stelle als Technischer Leiter Sport beim Zweitligisten Karlsruher SC antrat.